# 张全 (1964年)
张全（1964年1月—），江苏扬州人，汉族，中华人民共和国政治人物、全国人民代表大会上海地区代表。
毕业于清华大学环境工程专业，加入中国农工民主党。担任上海市环保局局长、上海市科学技术委员会主任等职务。2023年1月，当选为上海市人大常委会副主任。
2008年起担任全国人大代表。2013年，被选为全国人大代表。2018年1月，当选第十三届全国政协委员。